# PRNP
PRNP یا «پروتئین پریون» (انگلیسی: PRioN Protein) نام یک ژن است که پروتئین اصلی پریون «PrP» را کد می‌کند. این پروتئین با نام «CD230» هم شناخته می‌شود و با آنکه بیشتر در دستگاه عصبی بیان می‌شود، اما در بسیاری از بافت‌ها، در سرتاسر بدن نیز دیده می‌شود.
این پروتئین ایزوفرم‌های گوناگونی دارد: فرم معمولیِ PrPC، فرم مقاوم‌به پروتئازِ PrPRes همچون فُرم بیماری‌زایِ PrPSc(scrapie) ، و یک ایزوفرم دیگر که بر روی میتوکندری واقع است. پروتئین کژتابیدهٔ «PrPSc» با برخی اختلالات شناختی و همچنین بیماری‌های نورودژنراتیو نظیر جنون گاوی، بیماری کروتزفلد جاکوب، بی‌خوابی خانوادگی مرگ‌آور، بیماری کورو، اسکرپی و آلزایمر در ارتباط است.
این ژن بر روی بازوی کوتاه کروموزوم ۲۰، مابین انتهای آن و جایگاه شمارهٔ ۱۲، از جفت‌باز ۴٬۶۱۵٬۰۶۸ تا جفت‌باز ۴٬۶۳۰٬۲۳۳ واقع شده‌است.
موش‌هایی که این ژن را نداشتند، اشکالی در یادگیری یا حافظه کوتاه‌مدت نداشتند، اما دچار نقص در مرحلهٔ «تثبیت» حافظه بلند مدت بودند.